# Адебайо Адедеджі
Адеба́йо Адеде́джі (Adebayo Adedeji; 21 грудня 1930 — 25 квітня 2018) — нігерійський економіст, політичний діяч.

## Біографія
Народився в місті Іджебу-Оде, Нігерія. Закінчив Ібаданський (1954), Лестерський (Велика Британія, 1958) університетські коледжі, Гарвардський університет (США, 1961). З 1963 року заступник директора, з 1967 року директор Адміністративного інституту при університеті в Іфе, професор (1968). Федеральний комісар (міністр) економічного розвитку та реконструкції (1971-75). Голова Нігерійської економічної спілки (1971-72). Президент Африканської асоціації державної адміністрації та управління (1974). Віце-президент (1970) Асоціації адміністративних шкіл та інститутів Міжнародного інституту по управлінню. Виконавчий секретар Європейське космічне агентство (1975-1978), заступник Генерального секретаря ООН (1978-1991).
Автор робіт по економічним, адміністративно-управлінським та валютно-фінансовим проблемам країн, що розвиваються. Головне місце в працях займають питання державного управління, африканізації управлінського апарату, підготовки національних адміністративних кадрів, розвитку фінансів та грошового обігу.